# مدينة جينغمن
مدينة جينغمن (بالصينية: 荆门市 )‏ هي مدينة على مستوى محافظة، في جمهورية الصين الشعبية، تتبع خوبي، تبلغ مساحتها 12,404 كيلومتر مربع، رمزها البريدي هو 448000.

## الموقع
تشترك في الحدود مع:
- سويزهو.

## التقسيمات الإدارية
- Dongbao, Jingmen [الإنجليزية]‏
- Duodao, Jingmen [الإنجليزية]‏
- Jingshan, Hubei [الإنجليزية]‏
- Shayang County [الإنجليزية]‏
- مدينة تشونغ شيانغ  [لغات أخرى]‏.